# Ngarikutuke Tjiriange
Ngarikutuke Ernest Tjiriange (* 12. Juli 1943 in Windhoek, Südwestafrika; † 23. Juni 2021 ebenda) war ein namibischer Politiker. Von 1990 bis 2003 war er Justizminister, 2005 bis 2010 war er Veteranenminister, ein mit seiner Ernennung neu geschaffenes Amt. Zudem war er von 2003 bis 2006 Generalsekretär der SWAPO.
Tjiriange absolvierte ein Studium der Rechtswissenschaften an der Universität Leningrad (Abschluss 1965) und promovierte 1973 in diesem Fach an der Universität Kiew. Nach Forschungstätigkeiten am Internationalen Institut für Arbeitsstudien in der Schweiz (1974) und am Internationalen Institut für Menschenrechte in Frankreich (1975) war Tjiriange Dozent für Rechtswissenschaften am UN-Institut für Namibia (UNIN) in Sambia (1977–1982).
Seit 1970 war Tjiriange Rechtsberater der SWAPO.
Er wurde am 6. Juli 2021 in den Heldenstatus erhoben.

## Trivia
Tjirianges Sohn Elias Tjiriange wurde am 17. April 2009 wegen Mordes und schweren Raubes an seinem Cousin sowie Justizbehinderung zu 35 Jahren Gefängnis verurteilt. Ngarikutuke Tjiriange erschien nicht im Obergericht, wo er zur Milderung des Strafmaßes seines Sohnes aussagen sollte.